# Générac, Gironde
Générac är en kommun i departementet Gironde i regionen Nouvelle-Aquitaine i sydvästra Frankrike. Kommunen ligger i kantonen Saint-Savin som tillhör arrondissementet Blaye. År 2022 hade Générac 551 invånare.

## Befolkningsutveckling
Antalet invånare i kommunen Générac
Referens:INSEE